# Małki Wyrszec
Małki Wyrszec (bułg. Малки Вършец) – wieś w środkowej Bułgarii, w obwodzie Gabrowo, w gminie Sewliewo. Według danych Narodowego Instytutu Statystycznego, 31 grudnia 2011 roku wieś liczyła 207 mieszkańców.